# Pentacloruro di antimonio
Il pentacloruro di antimonio è il composto inorganico di formula SbCl5. In questo composto l'antimonio ha numero di ossidazione +5. In condizioni normali è un liquido incolore fumante, di odore pungente, che reagisce violentemente con l'acqua. È un composto corrosivo, tossico per l'ambiente.

## Proprietà fisiche
In condizioni normali il pentacloruro di antimonio puro è un liquido incolore, ma è spesso giallo per la presenza di cloro disciolto. La temperatura di ebollizione è 140 °C, ma già a 70 °C inizia a decomporsi, formando cloro e tricloruro di antimonio.

## Struttura
Il pentacloruro di antimonio è un composto molecolare; allo stato liquido consta di molecole con struttura a bipiramide trigonale, con simmetria D3h, analoga a PF5. Questa struttura è in accordo con la teoria VSEPR e viene mantenuta anche in fase solida fino a 219 K. Le distanze Sb–Cl assiali risultano di 233 pm e quelle equatoriali di 227 pm (dati a 243 K). Al di sotto di 219 K nel solido si ha una variazione di struttura con formazione di dimeri; il processo è reversibile:

## Sintesi
Il pentacloruro di antimonio fu sintetizzato per la prima volta da Heinrich Rose nel 1825. La sintesi si effettua facendo passare cloro gassoso attraverso tricloruro di antimonio allo stato fuso:
{\displaystyle {\ce {SbCl3\ +\ Cl2->SbCl5}}}

## Reattività
Il pentacloruro di antimonio è un composto stabile, ma si idrolizza rapidamente in presenza di un eccesso di acqua formando pentossido di antimonio e acido cloridrico:
{\displaystyle {\ce {2SbCl5 \ + \ 5H2O -> Sb2O5 \ + \ 10HCl}}}
In presenza di quantità controllate di acqua si formano gli idrati {\displaystyle {\ce {SbCl5\cdot H2O}}} e {\displaystyle {\ce {SbCl5\cdot 4H2O}}}.
Il pentacloruro di antimonio è un acido di Lewis forte e uno dei più energici accettori noti di ioni cloruro; con adatti donatori di Cl– forma composti ionici inusuali contenenti lo ione esacloroantimoniato, SbCl6–:
{\displaystyle {\ce {AlCl3\ +\ SbCl5->\ [AlCl2]^{+}[SbCl6]^{-}}}}
{\displaystyle {\ce {PCl5\ +\ SbCl5->\ [PCl4]^{+}[SbCl6]^{-}}}}
{\displaystyle {\ce {ClNO\ +\ SbCl5->\ [NO]^{+}[SbCl6]^{-}}}}
Come acido di Lewis, il pentacloruro di antimonio può formare un gran numero di addotti, come ad esempio:
1. {\displaystyle {\ce {S8O\cdot SbCl5}}}
2. {\displaystyle {\ce {SeO3\cdot SbCl5}}}
3. {\displaystyle {\ce {SbCl5\cdot ICl3}}}
4. {\displaystyle {\ce {SbCl5\cdot OPCl3}}}.[7]

## Usi
Il pentacloruro di antimonio è usato come catalizzatore di polimerizzazione e per la clorazione di composti organici.

## Sicurezza
Il pentacloruro di antimonio è un composto corrosivo e tossico per l'ambiente. Provoca ustioni alla pelle, agli occhi, e a tutte le mucose. Non ci sono dati sulle eventuali proprietà cancerogene.